# 巴布亚和新几内亚领地
巴布亚和新几内亚领地（英语：Territory of Papua and New Guinea），正式名稱為巴布亚領地和新几内亚领地行政聯盟（英語：Administrative Union of the Territory of Papua and the Territory of New Guinea），是由澳大利亚治理的巴布亚领地与新几内亚领地于1949年建立的行政联盟。1971年12月，该领地的名称改为“巴布亚新几内亚”，并随后在1975年获得独立，为巴布亚新几内亚独立国。

## 背景

### 古代史
考古证据表明，人类至少在50,000年前就到达了新几内亚，这些美拉尼西亚人发展了石质工具和农业。在南太平洋航行的葡萄牙和西班牙航海家于16世纪初进入了新几内亚水域，在1526–1527年间，葡萄牙探险家豪尔赫·德·梅内塞斯（Don Jorge de Meneses）来到了主要岛屿“巴布亚”。1545年，西班牙探险家奥尔蒂斯·德·雷特斯（Yñigo Ortiz de Retez）将该岛命名为“新几内亚”，原因是他认为该岛的居民与非洲几内亚地区沿岸的居民很像。在被这些欧洲探险者发现后的几个世纪中，巴布亚岛内陆地区的探索都很少。

### 殖民开发与世界大战
1884年，德意志帝国正式占领了新几内亚岛东北部，此后该地被称为德属新几内亚。在同一年，英国在新几内亚岛南部海岸地区（即巴布亚地区）成立保护国，称“英属新几内亚”。1888年9月4日被英国吞并，并于1902年被移交给了新成立的澳大利亚联邦，成为澳大利亚治理下的巴布亚领地，1906年澳大利亚对当地的行政管理正式建立。
第一次世界大战早期，澳大利亚海军和军事远征军于1914年帮助协约国夺取了德属新几内亚和俾斯麦群岛。在战后于1919年举行的巴黎和会上，澳大利亚总理比利·休斯（Billy Hughes）寻求从被打败的德意志帝国手中索取新几内亚，他在大会上这样说道：“从战略上讲，北部诸岛（例如新几内亚）像要塞一样围绕着澳大利亚。对于澳大利亚来说，它们就像给城市供水一样，是必需的。”《凡尔赛条约》第22条规定了战胜国对德国及其他同盟国的帝国财产的分配，其中德属新几内亚、俾斯麦群岛和瑙鲁作为国际联盟托管地被分配给澳大利亚，托管地的定义为“以前由（同盟国）统治，并由在当今世界的艰苦条件下暂时无法自立的人民居住的地区。”